# Idioma ignaciano
El ignaciano, o mojeño-ignaciano, es una lengua que pertenece al tronco común 'mojo', lengua moja antigua, de la extensa familia lingüística arahuaca. Se habla en la provincia de Mojos, departamento del Beni, en Bolivia (Jordá, 2012).
Desde la promulgación del decreto supremo N.º 25894 el 11 de septiembre de 2000 el mojeño-ignaciano es una de las lenguas indígenas oficiales de Bolivia, lo que fue incluido en la Constitución Política al ser promulgada el 7 de febrero de 2009.

## Aspectos históricos, sociales y culturales

### Uso y estatus actual
El ignaciano cuenta con 1080 hablantes aproximadamente y, por lo tanto, es una lengua que se encuentra en serio peligro (Crevels y Muysken, 2009; Crevels, 2012). Esta lengua se habla extensamente en San Ignacio, que cuenta con un gran porcentaje de población ignaciana, y en otras veinte comunidades rurales, así como en muchas estancias ganaderas. Jordá (2012) resalta la situación sociológica de San Ignacio, que constituye hoy en día la más representativa de las antiguas Misiones de Mojos, ya que conserva, como ningún otro, su semblante de pueblo indígena mojeño, su orgullo de serlo, su organización y espiritualidad, su belleza festiva, entre otras características.

### Historia de la lengua
Como señala Jordá (2012), la lengua moja-ignaciana fue aprendida por los jesuitas en el primer pueblo misional fundado en 1682 y tomada por ellos, en los siglos XVII-XVIII, como base de comunicación oficial de cuatro pueblos multiétnicos con fuerte base mojeña (Loreto, Trinidad, San Ignacio y San Javier). De ellos – y a raíz de la convivencia de los pueblos mojos con otras etnias dentro de cada pueblo misional – han derivado las cuatro lenguas hijas mojeñas actuales: loretano, trinitario, ignaciano y javeriano.

## Descripción lingüística

### Clasificación
El ignaciano es una lengua que pertenece al tronco común mojo, así como el loretano, trinitario y javeriano, de la extensa familia lingüística arahuaca.

### Fonología
El ignaciano presenta cuatro vocales principales, como se observa en el cuadro 1 (Jordá, 2012):
|        | Anterior | Central | Posterior |
| Altas  | i        |         | u         |
| Medias | e [e,ɛ]  |         |           |
| Bajas  |          | a       |           |

Se distinguen además 17 fonemas consonánticos, como se aprecia en el cuadro 2 (Jordá, 2012):
|             |         | Bilabiales | Alveolares | Palatales | Velares | Glotales |
| Oclusivas   |         | p          | t          |           | k       | '[ʔ]     |
| Africada    |         |            | ts         |           |         |          |
| Fricativas  | Sonoras |            | s          | sh [ʃ]    | j       | h        |
| Fricativas  | Sorda   | v [β]      |            |           |         |          |
| Nasales     |         | m          | n          | ñ [ɲ]     |         |          |
| Lateral     |         |            | l          |           |         |          |
| Vibrante    |         |            | r          |           |         |          |
| Semivocales |         | w          |            | y[j]      |         |          |

### Léxico y clases de palabras
En cuanto al léxico y las clases de palabras en el ignaciano, se puede señalar lo siguiente (Jordá, 2012):
- El ignaciano presenta diferentes clases de palabras, como p.ej. artículos, verbos, sustantivos, adjetivos, pronombres personales y demostrativos, adverbios, conectivas e interjecciones.
- En cuanto a los artículos, estos preceden al sustantivo y presentan variación de género y número. Además, varían también de acuerdo al tipo de sustantivo al que acompañan y según la persona que lo emplee. A continuación se presenta el inventario de artículos en ignaciano:

|      |                             | Singular | Plural                                       | Ejemplo                                                                  |
| HUM  | masculino (dicho por varón) | ema      | ena …-ana (-na cuando el nombre acaba en -a) | eñi/ema tata 'el señor'; esu meme 'la señora'; ena memeana 'las señoras' |
|      | masculino (dicho por mujer) | eñi      | ena …-ana (-na cuando el nombre acaba en -a) | eñi/ema tata 'el señor'; esu meme 'la señora'; ena memeana 'las señoras' |
|      | femenino                    | esu      | ena …-ana (-na cuando el nombre acaba en -a) | eñi/ema tata 'el señor'; esu meme 'la señora'; ena memeana 'las señoras' |
| NHUM |                             | eta      | eta …-ana                                    | eta sárare 'el animal'; eta sárareana 'los animales'                     |

- En cuanto a los verbos, se distinguen cuatro clases: intransitivos, como p.ej. -juru- 'crecer' en (1a), transitivos, como p.ej. -wane- 'mandar' en (1b), estativos, como p.ej. títive '(es) dulce', y copulativos, como p.ej. -ka- 'ser' en (1c). Los verbos se pueden clasificar también según su radical en simples, como en (1a y b) y compuestos, como en (1d). Un prefijo pronominal que indica el sujeto es obligatorio en todos ellos.

| (1a) | nu-juru-ka                         |
|      | 1SG-crecer-TEM                     |
|      | 'yo creciendo estoy' (Jordá, 2012) |

| (1b) | nu-wane-ka-vi                              |
|      | 1SG-mandar-TEM-2SG                         |
|      | 'yo mando a ti/ yo te mando' (Jordá, 2012) |

| (1c) | ichavi-ka-nu              |
|      | viejo-ser-1SG             |
|      | 'soy viejo' (Jordá, 2012) |

| (1d) | íta-meta-ka                |
|      | completar-avisar-TEM       |
|      | 'decir todo' (Jordá, 2012) |

- En cuanto a los sustantivos, se distinguen dos clases: los sustantivos inalienables, aquellos que hacen referencia, por ejemplo, a partes del cuerpo y requieren un prefijo pronominal que indique la persona del poseedor, como en nu-pena 'mi casa', y los sustantivos alienables, aquellos que no aceptan prefijos posesivos, como p.ej. tamuku 'perro' en nuye’e tamuku 'mi perro'.
- En cuanto a los pronombres, el ignaciano presenta el siguiente sistema de pronombres personales (o demostrativos personales):

|                                                 | Singular | Singular   | Plural   | Plural     |
|                                                 | Íntegros | Prefijados | Íntegros | Prefijados |
| 1SG                                             | nuti     | nu-        | viti     | vi-        |
| 2SG                                             | piti     | pi-        | eti      | e-         |
| 3SG.M.HABM                                      | eñi      | ñi-        | ena      | na-        |
| 3SG.F.HABF                                      | ema      | ma-        | ena      | na-        |
| 3SG.F                                           | esu      | su-        | ena      | na-        |
| 3SG.NHUM                                        | eta      | ta-        | eta-     | ta-...ana  |
| 3SG (no especificada ni en género ni en número) |          | ti-        |          | ti- … ana  |

- En el ignaciano, no es fácil distinguir un verbo de un adjetivo. Como señala Jordá (2012), muchas veces no hay ninguna diferencia morfológica perceptible entre un adjetivo y un verbo estativo, por ejemplo en tiuki yukuki 'grande palo', tiuki puede funcionar también como verbo '(ser) grande'.  El orden entre el adjetivo y el sustantivo es libre, entonces se puede decir tiuki yukuki, o yukuki tiuki 'grande palo/palo grande'.
- En el ignaciano, los numerales se forman con las raíces eta 'uno', api 'dos' y mapa 'tres', más una raíz nominal ligada, como p. ej. étana 'una persona'.
- El ignaciano presenta, además, un conjunto de adverbios temporales, como p.ej. akane 'antes, hace mucho tiempo', achichu  'mañana', y adverbios de lugar, como p.ej. ani 'aquí', ánaki 'ahí, allá'.
- Esta lengua presenta también un conjunto de palabras conectivas (conjunciones), como p.ej. apaesa 'para que', éne-wane 'y luego'. Algunos verbos en ignaciano pueden desempeñar una función conectiva, como p.ej. taka’e ‘entonces', taicha 'porque'.
- Como se mencionó antes, el ignaciano presenta también un conjunto de interjecciones, como p.ej. akayawini 'ay (de dolor)', aichapukaini 'ay (de sorpresa)', pia’a ‘presta atención'.

### Morfosintaxis
Con respecto a la morfosintaxis del ignaciano, se puede señalar lo siguiente (Jordá, 2012): 
- El ignaciano es, según Olza et al. (citado en Jordá, 2012), una lengua estativo-activa. Una razón para afirmar esto es que la lengua distingue morfosintácticamente tres clases de verbos: transitivos (activos), intransitivos activos e intransitivos descriptivos o estativos (no activos). Los verbos intransitivos descriptivos o estativos comprenden, a su vez, varios tipos de verbos: los verbos de existencia o demostrativos (ej.: tariari’i 'aquí está'); los verbos intransitivos estativos de raíz prefijable (ej.: tisukare 'es amargo'); los verbos no prefijables (ej.: tumenu 'soy fuerte'); y también el verbo negativo tájina 'no hay'. Otro rasgo que los autores consideran característico de las lenguas activo-estativas es que los adjetivos no constituyen un grupo morfosintácticamente diferenciado. En ignaciano no hay, prácticamente, contraste alguno entre adjetivos prefijables y verbos estativos. Otras fuentes sostienen más bien que el ignaciano es una lengua ergativa con ergatividad escindida. A este respecto, Jordá (2012) señala que casi nunca una lengua presenta un tipo puro.
- Una característica importante de mencionar sobre la gramática del ignaciano es la presencia de diferentes tipos de clasificadores. Como señala Jordá (2012), un clasificador gramatical se puede definir como la propiedad que tiene un nombre o sustantivo de pedir que los adjetivos o verbos lleven determinado sufijo o infijo, que hace de exponente clasificatorio, según la clase de objeto designado por el nombre o sustantivo. Por ejemplo, los sustantivos que designan objetos clasificados, según su composición, como 'tela', exigen el clasificador -me, y aquellos que designan objetos clasificados como 'largo y duro', exigen el clasificador -ki. El exponente que indica la presencia del clasificador va siempre inmediatamente después de la raíz del verbo o adjetivo, como p.ej. el clasificador -pi que se afija al numeral api 'dos' en apipi kuju 'dos yucas'.

### Comm.
1. ↑  Esta cifra hace referencia al número de hablantes de cuatro a más años de edad.